# Гуарко, Николо
Николо Гуарко (итал. Nicolò Guarco; Генуя, 1325 — Леричи, 1385) — дож Генуэзской республики. Он руководил республикой во время Войны Кьоджи против Венеции.

## Биография
Купеческий сын, Николо впервые упоминается в документах в 1351 году, как посол Генуи к королю Франции Иоанну II. В этом же году он был в первый раз введен в состав совета старейших, ближайших советников дожа. В 1365 он получил место викария (губернатора) города Кьявари. Вскоре он был назначен ответственным за гавань и восстанавливается в совете старейших. В течение 1360-х он по-видимому является одним из основных противников нового дожа, Габриэле Адорно.
После окончания правления Адорно Николо вернулся на высокие должности в Республике. В 1371 году он был отправлен в качестве посла в Португалию. В следующем году он взял крепость Раккатальята у мятежной семьи Фиески. Затем он занимал различные должности в генуэзском правительстве, в частности, был избран в третий раз в Совет и отправлен послом к папе в Авиньон. В 1375 году он также стал одним из акционеров maona di Cipro, ассоциации, отвечавшей за захват острова Кипр.
В то время власть партии popolani над городом находилась под угрозой трехстороннего альянса между Венецианской республикой, миланских Висконти и генуэзских дворян, которые намеревались вернуть себе контроль над делами города. Угроза материализовалась в 1378 году, когда наемники, оплаченные миланским герцогом, взяли под свой контроль генуэзские окрестные деревни. Город был в смятении, и 17 июня толпа штурмовала дворец дожей и выкрикнула Антониотто Адорно в качестве нового дожа. Но лидеры партии popolani опасались амбициозного молодого Адорно и, спустя несколько часов, избрали Николо Гуарко новым дожем.

## Правление
Для того, чтобы сконцентрировать силы города в борьбе с венецианцами, Николо продал право управления островом Корсика ассоциации банкиров. 22 сентября дож подписал соглашение с представителями генуэзских дворян, а также пришел к соглашению с наемниками и попытался им заплатить, чтобы они Генуи, поддержанные ополчением дворян, разгромили наемников. Николо был теперь свободен, чтобы превратить по-настоящему противостоять Венеции.
6 августа 1379 года союзные войска Генуи, Венгрии, Австрии, Каррары и Аквилеи смолги взять остров Кьоджи в венецианской лагуне, заставив город пойти на уступки. Но условия, предъявленные генуэзским адмиралом Пьетро Дориа, были настолько тяжелыми, что венецианцы решили возобновить борьбу. Им удалось организовать контрнаступление, и 26 июня 1380 года генуэзским войскам в лагуне пришлось сдаться.
Поражение вызвало ряд восстаний среди благородных семей за стенами Генуи. Дож смог подавить их, но расходы на войну спровоцировали волнения внутри самого города. В то же время, изменения в судебной администрации и увеличение числа телохранителей дожа подпитывали подозрения, что дож нацелен на создание самодержавной власти. Столкнувшись с критикой, дож был вынужден изгнать представителей дворян из правительства, снизить налоги и вернуть сосланных политических врагов, Кампофрегозо и Адорно.
Антониотто Адорно в таких условиях стремительно завоевал сердца людей и 6 апреля 1383 года заставил Гуарко отказаться от поста дожа, но не от возможности быть избранным дожем после него. Гуарко покинул город и нашел убежище в Финале. Вскоре после этого новый дож Леонардо Монтальдо позволил ему вернуться в Геную. Новая чума опустошила город в 1384 году, дож умер от болезни, и Адорно вновь удалось быть избранным. Николо вновь бежал в Финале, но местный лорд, маркиз дель-Карретто, выдал его новому дожа. Николо был отправлен в замок Лиричи в качестве заключенного и умер там летом 1384 года.